# خشم و هیاهو (فیلم ۲۰۱۴)
خشم و هیاهو (انگلیسی: The Sound and the Fury) فیلمی به کارگردانی جیمز فرانکو است که در سال ۲۰۱۴ منتشر شد.

## بازیگران
- آنا ارایلی
- دنی مک‌براید
- جیمز فرانکو
- جنت جونز
- جوئی کینگ
- جان هم
- لرتا دیواین
- ست روگن
- تیم بلیک نلسون